# Соловьёв, Михаил Григорьевич
Михаил Григорьевич Соловьёв (1917 — 7 октября 1943) — командир роты 10-го гвардейского воздушно-десантного полка, гвардии младший лейтенант. Герой Советского Союза.

## Биография
Родился в 1917 году в деревне Слузна. После окончания Лазинской семилетней школы Спас-Деменского района прошёл обучение на педагогических курсах в посёлке Павлиново. Работал учителем в начальных школах деревень Проходы и Жданово Спас-Деменского района. В 1941 году окончил правовой институт в Москве. Работал следователем в управлении НКВД по Московской области.
В Красной Армии с августа 1942 года. В 1943 году окончил Московское пехотное училище. В действующей армии с июля 1943 года. Воевал на Центральном фронте. Участвовал в Курской битве, освобождении Левобережной Украины.
Командир роты 10-го гвардейского воздушно-десантного полка 3-й гвардейской воздушно-десантной дивизии 60-й армии гвардии младший лейтенант Соловьёв отличился в боях на плацдарме на правом берегу Днепра у села Медвин.
2 октября 1943 года его рота, развивая наступление, первой ворвалась в село. В этом бою было уничтожено 65 солдат и офицеров противника. Отступая, противники попытались закрепиться на высоте 120,8. Соловьёв поднял бойцов в атаку и в рукопашной схватке лично истребил восемь солдат неприятеля. Высота была захвачена. Продолжая преследование врага, рота оторвалась от соседних подразделений и попала в окружение. Противник предпринял несколько атак. Рота более трёх часов вела бой, а затем, воспользовавшись темнотой, прорвала вражеское кольцо. В этих боях гвардии младший лейтенант Соловьёв лично уничтожил более двадцати противников. 7 октября 1943 года в бою за расширение плацдарма Соловьёв уничтожил одиннадцать солдат и офицеров противника. В этом бою он погиб.
Указом Президиума Верховного Совета СССР «О присвоении звания Героя Советского Союза генералам, офицерскому, сержантскому и рядовому составу Красной Армии» от 10 января 1944 года за «образцовое выполнение боевых заданий командования на фронте борьбы с немецко-фашистскими захватчиками и проявленные при этом отвагу и геройство» удостоен посмертно звания Героя Советского Союза.
Награждён орденами Ленина, Красной Звезды.
Похоронен в селе Горностайполь Иванковского района. Именем Героя названы улица в городе Спас-Деменск, Лазинская школа Спас-Деменского района. Его имя увековечено на Аллее Славы в городе Спас-Деменск.